# Aeroportul Gombe Lawanti
Aeroportul Gombe Lawanti (IATA: GMO, ICAO: DNGO) este un aeroport din Statul Gombe, Nigeria ce deservește zona Gombe, Nigeria. A fost numit după Lawanti⁠(d).
aeroportul dispune de o singură pistă.